# José Tripaldi Herrera
José Tripaldi Herrera fue alcalde de Granada en 1923.
El día 1 de octubre de 1923 José Tripaldi Herrera es nombrado alcalde de la ciudad de Granada. Sin embargo, casi inmediatamente la dictadura de Primo de Rivera tomaría el mando, el 6 de octubre del mismo año. Tripaldi es sustituido por Antonio Díez de Rivera y Muro, marqués de Casablanca. Se trata de una de las alcaldías más cortas de la ciudad (de las que se tenga registro), después de la de Juan Tapia Sánchez, que duraría unas horas. Tras el marqués, ocuparían el cargo Mariano Fernández Sánchez-Puerta, Francisco Garrido Jiménez, Joaquín Ramírez Antrás y Fermín Garrido Quintana.